# Samsung Galaxy M22
O Samsung Galaxy M22 é um smartphone de médio porte fabricado pela Samsung, parte da série Samsung Galaxy M.

## Características

### Hardware
O Galaxy M22 é um smartphone com formato de telefone celular do tipo form factor', cujas dimensões são 159,9 × 74 × 8,4 mm e pesa 186 gramas.
O dispositivo é equipado com conectividade GSM, HSPA, LTE, Wi-Fi 802.11 a/b/g/n/ac dual-band com Wi-Fi Direct e suporte para hotspot, Bluetooth 5. 0 com A2DP e LE, GPS com A-GPS, BeiDou, GALILEO e GLONASS e NFC. É compatível com Dolby Atmos. Ele tem uma porta USB-C 2.0 e uma entrada de áudio de 3,5 mm.
Ele tem uma tela sensível ao toque capacitiva Super AMOLED Infinity-U de 6,4 polegadas na diagonal, cantos arredondados e resolução HD+ de 720 × 1600 pixels, com uma taxa de atualização máxima de 90 Hz.
Ele tem uma bateria de polímero de lítio e polímero de lítio de 5000 mAh não removível pelo usuário. Ele suporta carregamento rápido a 25 Watt.
O chipset é um MediaTek Helio G80 com CPU octa core (2 núcleos a 2 GHz + 6 núcleos a 1,8 GHz). A memória interna, do tipo eMMC 5.1, é de 128 GB (expansível via microSD até 1TB), enquanto a RAM é de 4GB.
A câmera traseira tem um sensor principal de 48 megapixel, com abertura f/2.0, uma sensor ultra grande angular de 8 MP, um sensor de profundidade de 2 MP e um sensor macro de 2 MP, possui autofoco PDAF, modo HDR e flash LED, capaz de gravar vídeo Full HD a 30 frames per second, enquanto há uma única câmera frontal de 13 MP, com suporte a HDR e gravação de vídeo Full HD a 30 fps.

### Software
O sistema operacional é o Android 11, acompanhado pela interface de usuário One UI Core 3.1.

## Marketing
O dispositivo foi revelado em 14 de setembro de 2021.